# Takuto Hashimoto
Takuto Hashimoto (橋本 拓門 Hashimoto Takuto?), född 11 april 1991 i Chiba prefektur, är en japansk fotbollsspelare.
Hashimoto började sin karriär 2014 i Fukushima United FC.